# 珀西瓦野鯪
珀西瓦野鯪，為輻鰭魚綱鯉形目鯉科的其中一個種。被IUCN列為次級保育類動物，分布於非洲肯亞北部Ewaso Nyiro河流域，體長可達19公分。

## 扩展阅读
維基物種上的相關：珀西瓦野鯪